# بيز مورتيرا
بيز مورتيرا (بالإنجليزية: Piz Murtera)‏ هو أحد جبال سلسلة جبال الألب سيلفريتا ويقع في كانتون غراوبوندن في سويسرا. يحتل المرتبة رقم 196 في قائمة جبال سويسرا من حيث الارتفاع، إذ يبلغ ارتفاعه حوالي 3044 متر، بينما يبلغ ارتفاع نتوء الجبل 449 متر.